# リム成形
リム成形（リムせいけい）は、プラスチックなどの成形加工法である。リムとは RIM、すなわち Reaction Injection Molding（反応射出成形）の略称である。

## 概要

ジシクロペンタジエン

石油のC5留分であるジシクロペンタジエン（DCPD、シクロペンタジエンの二量体）を主原料とし、二種以上の低分子量・低粘度の高度に化学的活性を有する液成分を、高圧噴射によって衝突混合させながら、密閉された金型内に注入することを特徴とする射出成形法である。金型内に注入された混合液は急速に反応して高分子（プラスチック）を形成する。
通常の射出成形は、原料である樹脂ペレットを加熱溶融させて型内に注入するわけであるが、高分子のプラスチックは溶融しても高粘度であり、且つ金型内で温度が急速に下がり粘度が更に上昇するため、金型内への注入には高圧・高速射出が必須条件となる。
一方リム成形の場合は、低粘度の液体を注入するので低圧で成形出来る。また、各液の反応時間を任意で調整することで射出時間を延長することができ、大型品の成形が容易になる。
一般的なリム成形の材料にはポリウレタンが多く使用される。その他には、ポリウレア、ポリイソシアヌレート、ポリエステル、ポリエポキシ、ナイロン6(ポリアミド)がある。